# Habitatge al carrer Lluís Castells, 65 (Sant Boi de Llobregat)
L'Habitatge al carrer Lluís Castells, 65 és una obra del municipi de Sant Boi de Llobregat (Baix Llobregat) inclosa en l'Inventari del Patrimoni Arquitectònic de Catalunya.

## Descripció
Es tracta d'un gran habitatge unifamiliar, de tres plantes, amb una entrada directa des del carrer Lluís Castells i una altra des del pati lateral. L'arrel popular d'aquesta edificació és ben palesa en el pati lateral amb entrada amb teuladeta com la d'algunes masies del Baix i en l'entrada amb obertura de mig punt.
La construcció és de maó arrebossat, amb unes franges d'estuc horitzontals i verticals que "trenquen" la uniformitat d'una façana llisa i la divideixen en rectangles, cadascun dels quals conté una obertura, també emmarcada per una franja llisa d'estuc. No hi ha cap altre motiu ornamental i aquesta sobrietat realça els laminats de ferro de les finestres dels baixos. La voreta és teulada de teula, a dues vessants, amb aigües a la façana.

## Història
Aquesta casa es va construir, possiblement en el període que va entre 1880 i 1910, que és el temps immediatament posterior al gran Eixample del segle xix i en el que es va impulsar fortament el carrer Lluís Castells. En aquest mateix tram de carrer hi ha, just al davant, Can Castells, Can Rovelló i Can Torres, i una mica més endavant un conjunt de cases entre mitgeres construïdes arran del 1900. Aquesta és també de caràcter senyorívol, si bé té el jardí a la part del darrere.